# گنو ماتیف
گنو ماتیف (بلغاری: Гено Матеев؛ ۳ ژانویهٔ ۱۹۰۳ – ۶ ژوئن ۱۹۶۶) بازیکن فوتبال اهل بلغارستان بود.
از باشگاه‌هایی که در آن بازی کرده‌است می‌توان به باشگاه فوتبال لفسکی صوفیه و باشگاه فوتبال هرتابرلین اشاره کرد.
وی همچنین در تیم ملی فوتبال بلغارستان بازی کرده‌است.